# Leandro Garcimartín de Inés
Leandro Garcimartín de Inés (Villacastín, 11 de marzo de 1779 – Madrid, 18 de noviembre de 1842) fue un maestro organero español que llegó a ocupar los cargos de organero y afinador del órgano de la capilla Real de Madrid, y organero de la catedral de Toledo.
Su obra se reparte por el centro de España, destacando el que realizó para la catedral de Ávila, alguno en tierras de Madrid y otros en el arzobispado de Toledo.

## Biografía
Nacido en el municipio segoviano de Villacastín, fue hijo de Pedro Garcimartín y de María de Inés Ortega, naturales de Marugán (Segovia). Su madre era hermana de Tomás de Inés Ortega, también maestro organero, y por tanto fue nieto de Juan de Inés y Ortega, uno de los organeros castellanos más destacados del siglo XVIII.
Estuvo casado con Jesusa de Verdalonga, hija del también organero José de Verdalonga. Fue procesado por liberal en época de Fernando VII de España, y ejerció de maestro del organero José Otorel.

## Obras
- Órgano para la iglesia de San Antón de Madrid, construido en 1824.

- Órgano para la catedral de Ávila, en el lado norte del templo, construido en 1828.

- Órgano para la capilla de la Soledad de la iglesia conventual de San Francisco de Palencia, construido junto a José Otorel en 1833.

- Órgano para la iglesia del Carmen de Madrid.

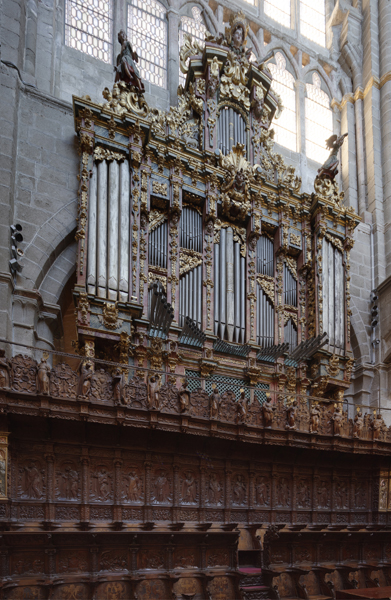
Órgano en la catedral de Ávila
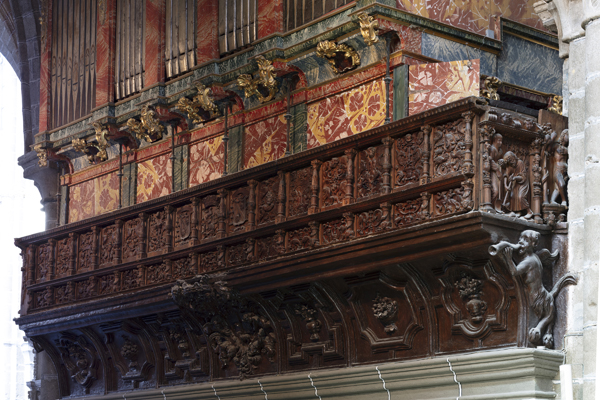
Órgano en la catedral de Ávila